# Кто против?
«Кто против?» — общественно-политическое ток-шоу, выходившее на телеканале «Россия-1» с 21 января по 27 декабря 2019 года и с 3 марта 2022 по 30 июня 2023 года.
До 2 августа 2019 года программу вели Сергей Михеев, Владимир Аверин, Гия Саралидзе и Владимир Соловьёв. С 5 августа их заменил ведущий общественно-политических ток-шоу телеканала «ТВ Центр» Дмитрий Куликов.
С 21 января по 27 декабря 2019 года в нижней части экрана программы выводились телефонные и SMS-номера, по которому зрители высказывали свою точку зрения, голосуя за и против.

## История
Первый выпуск программы вышел в эфир 21 января 2019 года в 14:40. Изначально выход программы не планировался и за неделю до её выхода в тайм-слоте стояли сериалы. Выпуск провёл Владимир Соловьёв, который уже вёл свою программу «Вечер с Владимиром Соловьёвым» на этом же канале.
Чуть позже к Владимиру Соловьёву присоединились Сергей Михеев, Владимир Аверин и Гия Саралидзе. Затем с 5 августа ведущим программы стал Дмитрий Куликов, а все остальные ведущие были убраны из программы.
28 декабря 2019 года российско-украинский писатель и постоянный гость программы Владимир Сергиенко в своём аккаунте в социальной сети X объявил о закрытии программы.
3 марта 2022 года в связи со вторжением России на Украину, программа была возобновлена. Возобновлённая программа снималась из новой студии: по площади она была меньше предыдущей, в ней отсутствовал зрительный зал. С той же даты она сопровождалась бегущей строкой с главными новостями дня.
9 марта 2022 года в рамках эфирного времени программы выходил один из выпусков авторской программы Никиты Михалкова «Бесогон ТВ».
С 26 сентября 2022 года, в связи с запуском программы «Малахов» и переносом выпуска «Вестей» с 17:00 на 16:00, продолжительность программы сократилась в два раза.
30 июня 2023 года вышел последний выпуск программы. В конце выпуска ведущий заявил, что программа уходит в отпуск, однако она так и не вышла из него и таким образом была окончательно закрыта.
Вместо программы в её тайм-слоте стали выходить сериалы, затем с 28 августа 2023 по 31 января 2025 года в бывшем тайм-слоте программы выходило ток-шоу «Наши».

## Время выхода в эфир
И в первый, и во второй период трансляции, программа выходила в эфир по будням, занимая весь промежуток времени между выпусками «Вестей» в 14:00 и 17:00 (с 26 сентября 2022 года в 16:00).
18 марта 2022 года программа вышла в эфир раньше обычного в 14:30 и выходила в двух частях. В её перерыве выходил специальный выпуск программы «Вести», по окончании которого демонстрировалась прямая трансляция митинга и концерта в Лужниках, посвящённый восьмой годовщине аннексии Крыма Россией.
17 июня 2022 года программа прервалась трансляцией выступления Президента России Владимира Путина на ПМЭФ-2022.